# Монарх-довгохвіст сейшельський
Монарх-довгохвіст сейшельський (Terpsiphone corvina) — вид горобцеподібних птахів родини монархових (Monarchidae). Ендемік Сейшельських Островів.

## Опис
Довжина птаха становить 16-20 см, у самців центральні стернові пера видовжені, їх довжина може сягати 22-31 см. Самці мають повністю синювато-чорне, блискуче забарвлення. Очі карі, навколо очей у них кільця блакитної голої шкіри, дзьоб блакитний, лапи сизі. У самиць голова чорна, спина, крила і хвіст каштанові, на горлі, потилиці і на нижній частині тіла є кремові смуги. Дзьоб чорнуватий, знизу світліший, лапи чорнуваті. Забарвлення самців подібне до забарвлення самиць, однак менш яскраве, більш коричневе.

## Поширення і екологія
Сейшельські монархи-довгохвости живуть в густих лісах Terminalia catappa і Calophyllum innophylum на заході острова Ла-Діг в архіпелазі Сейшельських островів. У 2008 році вони також були інтродуковані на острів Деніс, де створили стабільну популяцію. У 2018 році також почалася програма з інтродукції птахів на острів Кюр'єз. Сейшельські монархи-довгохвости живляться комахами і павуками, яких ловлять в польоті. Розмножуються протягом всього року, в кладці одне яйце.

## Збереження
МСОП класифікує цей вид як вразливий. За оцінками дослідників, популяція сейшельських монархів-довгохвостів становить 350-506 дорослих птахів, з яких 70 мешкають на острові Деніс. Їм загрожує знищення природного середовища.